# Фридерика Луиза Прусская
Фридерика Луиза Ансбахская (нем. Friederike Luise von Preußen; 28 сентября 1714, Берлин — 4 февраля 1784, Унтершванинген) — немецкая принцесса, дочь короля Пруссии Фридриха Вильгельма I и его супруги Софии Доротеи Ганноверской, младшая сестра короля Фридриха Великого. В замужестве маркграфиня Бранденбург-Ансбахская.

## Биография
После смерти старшей сестры Шарлотты Альбертины родители всячески оберегали и баловали Фридерику Луизу. Её описывали как своенравную и капризную особу, тем не менее она прославилась своей одарённостью и красотой.
30 мая 1729 года принцесса Фридерика Луиза в возрасте 15 лет вышла замуж за Карла Вильгельма Фридриха, маркграфа Бранденбург-Ансбахского. Об этом браке хлопотали обе стороны: и регент Ансбаха Кристиана Шарлотта, и отец невесты король Пруссии Фридрих Вильгельм, пытавшийся распространить свою власть в южных областях Германии. Брак не принёс супругам счастья. Маркграф обвинял короля Фридриха Вильгельма I в обмане с целью присоединить Ансбах к Пруссии. Ещё во время поездки в Ансбах у Фридерики Луизы обнаружились признаки порфирии, унаследованной ею от отца. Карл Вильгельм Фридрих был недоволен состоянием здоровья молодой супруги. В феврале 1732 года брат Фридерики Луизы Фридрих характеризовал этот брак следующим образом: «Моя ансбахская сестра и её супруг пламенно ненавидят друг друга». В Ансбахской резиденции маркграфиня увековечила свои страдания, нацарапав на оконном стекле по-французски: «Я страдаю, не решаясь сказать об этом» (фр. Je souffre sans oser le dire). Оконное стекло сохранилось до 1945 года, пока не разбилось во время одной из бомбардировок Второй мировой войны.
Старший сын Фридерики Луизы, наследный принц Ансбаха Карл Фридрих умер в возрасте 4 лет, и маркграф обвинил супругу в смерти наследника. Брак потерпел крах, и Фридерика Луиза удалилась в переданное ей в пожизненное владение имение в Унтершванингене, где занималась перестройкой местного дворца. После смерти маркграфа Фридерика Луиза не вернулась к ансбахскому двору. Её младший сын также отвернулся от матери. Одиночество и страдания ввергли Фридерику Луизу в депрессию и в 1784 году она умерла после непродолжительной болезни. Фридерика Луиза была похоронена в церкви Святого Гумберта в Ансбахе.

## Потомки
- Карл Фридрих Август (1733—1737)
- Карл Александр (1736—1806) — последний маркграф Бранденбург-Ансбаха